# Легран, Лиз
Лиз Легран (фр. Lise Legrand; 4 сентября 1976, Булонь-сюр-Мер, Франция) — французская спортсменка, борец вольного стиля, бронзовая призёрка олимпийских игр 2004 года в весовой категории до 63 кг.

## Карьера
В 1996 году стала бронзовой призёркой Чемпионата мира в весовой категории до 70 кг.
На олимпийских играх 2004 года в полуфинале уступила японке Каори Итё. В борьбе за бронзу победила гречанку Ставрюлю Зигуру.